# Weinmannia tomentosa
Weinmannia tomentosa L.f. 1782 es un árbol de la familia Cunoniaceae, también llamado encenillo. Se distribuye en Los Andes de Colombia y Venezuela en alturas de 2400 a 3700 m s. n. m.

## Distribución
La especie se encuentra ubicada en los Andes de Venezuela y Colombia. En Colombia principalmente en la cordillera Oriental, entre los 2400 a los 3700 m s. n. m. Se le encuentra en suelos inclinados arenosos, con buena capa orgánica, bien drenados y en ocasiones rocosos. Después del rodamonte (Escallonia myrtilloides) y el coloradito (Polylepis quadrijuga) es el árbol mejor adaptado a las condiciones climáticas de zonas cercanas a los páramos.
Los encenillos son integrantes de los bosques de niebla, sirviendo por su tamaño de cubierta a diversas especies de plantas y animales.

## Características
Weinmannia tomentosa es un árbol de tamaño medio, con una altura máxima de 25 m y un diámetro máximo del tronco de 70 cm. Tiene hojas pequeñas, de 2 a 7 cm, opuestas, de color verde. Posee ramas rectas, delgadas y oscuras, que se dividen en los nudos. Las flores son pequeñas de 4 a 6 cm de color blanco–crema, al convertirse en fruto se tornan de color rojizo y al madurar toman un color caramelo. La silueta de la copa tiene forma de triángulo invertido, con el follaje verde obscuro en delineando una sola casa en la parte superior. El color puede variar de verde blancuzco a rojizo. La corteza es rojiza con manchas verde–amarillentas.
La mayoría de los árboles que se asocian con el encenillo, como el cucharo, ají de páramo, mano de oso, tagua, etc., tienen frutos relativamente pequeños, cuyas semillas son dispersadas por las aves. Pero a diferencia de estos los del encenillo son dispersados por la acción del viento. Estos es posible debido al tamaño muy pequeño (1 mm) con una cubierta pilosa que le permite flotar por más tiempo en el aire; estas maduran en pequeñas cápsulas que se abren al madurar. La floración ocurre de agosto a noviembre y los frutos aparecen de octubre a enero. Al hacer parte del dosel de los bosques andinos, son frecuentados y polinizadas por un variado grupo de insectos, como las abejas domésticas (Apis mellifera) y a moscas de la familia Tachinidae.

## Estado de conservación
En la zona de distribución no se considera una especie amenazada. En la lista Roja de la IUCN, no se halla dentro de las especies del género Weinmannia consideradas.

## Usos
- La madera es empleada como leña y de ella también se obtiene carbón.
- Con su madera se hacen postes para cercas.
- Su madera es empleada en construcción, por ejemplo para hacer vigas y tablas.
- La corteza contiene taninos y es empleada para curtir pieles de color rojizo.
- Especie apta para conformación de cercados vivos.
- Como especie melífera.